# Triacylglycerol

Příklad triacylglycerolu nenasyceného tuku. Levá část: glycerol, pravá část shora dolů: kyselina palmitová, kyselina olejová, kyselina alfa-linolenová. Sumární vzorec: C_{55}H_{98}O_{6}

Triacylglyceroly (též triglyceridy, triacylglyceridy nebo TAG) jsou glyceridy, kde je glycerol esterifikován se třemi mastnými kyselinami. Jsou hlavní složkou rostlinných olejů a živočišných tuků.

## Chemická struktura

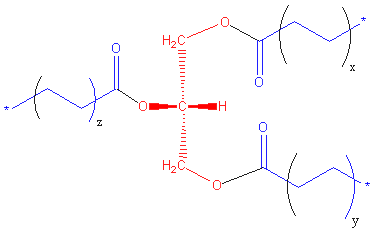
Schéma struktury

Triacylglyceroly jsou tvořeny jednou molekulou glycerolu v kombinaci s molekulami mastných kyselin na všech třech OH skupinách. Tvoří většinu tuků v potravě člověka. Esterové vazby se tvoří mezi každou z mastných kyselin a glycerolem. Na nich působí enzym pankreatická lipáza, hydrolyzuje tyto vazby a uvolňuje mastné kyseliny. Ve formě triacylglycerolů nemohou být lipidy vstřebávány z dvanáctníku. Mastné kyseliny, monoglyceridy (jedna molekula glycerolu, jedna molekula mastné kyseliny) a některé diglyceridy (vznikající štěpením triacylglycerolů) jsou vstřebatelné.
Chemický vzorec triacylglycerolů je RCOO-CH2CH(-OOCR')CH2-OOCR", kde R, R', a R" jsou delší alkylové řetězce. Tři mastné kyseliny RCOOH, R'COOH a R"COOH mohou být zcela různé, všechny stejné anebo dvě z nich stejné.
Délka řetězců mastných kyselin v přirozeně se vyskytujících triacylglycerolech může být různá, nejčastější jsou však řetězce s 16, 18 nebo 20 atomy uhlíku. Přírodní mastné kyseliny v rostlinách a živočiších se typicky skládají jen z řetězců sudých délek, protože jsou biosyntetizovány z acetylkoenzymu A. Bakterie však disponují schopností syntetizovat i kyseliny s lichými délkami a s rozvětvenými řetězci. Proto tuk přežvýkavců obsahuje i kyseliny s lichým počtem atomů uhlíku, například 15, neboť je produkují bakterie v bachoru.
Většina přírodních tuků obsahuje složitou směs různých triacylglycerolů. Proto tají v širokém rozmezí teplot. Kakaové máslo je neobvyklé, protože je složeno jen z malého počtu triacylglycerolů, jeden z nich obsahuje kyselinu palmitovou, olejovou a stearovou v tomto pořadí. To znamená, že je teplota tání poměrně ostře určena a čokoláda se v ústech roztéká bez pocitu mazlavosti.

## Metabolismus
Viz též metabolismus mastných kyselin.
Triacylglyceroly, jakožto hlavní složky lipoproteinů s velmi nízkou hustotou (VLDL) a chylomikronů, hrají důležitou roli v metabolismu jako zdroje energie a přenašeče výživového tuku. Obsahují více než dvojnásobek energie (cca 40 kJ/g) oproti sacharidům a bílkovinám. Ve střevech se triacylglyceroly štěpí na monoacylglyceroly a volné mastné kyseliny při procesu nazývaném lipolýza. Tento proces probíhá pomocí vyměšovaných lipáz a žluči. Látky se následně přesouvají do absorptivních enterocytů, buněk ve stěnách střeva. V enterocytech se triacylglyceroly opět sestavují a společně s cholesterolem a bílkovinami jsou převáděny na chylomikrony. Ty se z buněk vylučují, jsou sbírány lymfatickým systémem a transportovány do velkých žil blízko srdce. Chylomikrony mohou zachycovat různé tkáně a uvolňovat z nich triacylglyceroly k použití jako zdroj energie.
Tukové a jaterní buňky mohou syntetizovat a ukládat triacylglyceroly. Pokud tělo potřebuje mastné kyseliny jako zdroj energie, hormon glukagon signalizuje lipáze citlivé na hormony, aby bylo zahájeno štěpení triacylglycerolů na volné mastné kyseliny. Protože mozek nemůže využít mastné kyseliny jako zdroj energie (pokud nejsou převedeny na ketony), lze glycerolovou složku převést na glukózu prostřednictvím glukoneogeneze. Za tímto účelem lze rozštěpit tukové buňky, převažují-li potřeby mozku nad potřebami zbytku těla.
Triacylglyceroly nemohou volně procházet přes buněčné membrány. Zvláštní enzymy ve stěnách žil, nazývané lipoproteinové lipázy musí rozštěpit triacylglyceroly na volné mastné kyseliny a glycerol. Mastné kyseliny mohou být zachytávány buňkami prostřednictvím přenašeče mastných kyselin (FAT).

## Využití v průmyslu
Triacylglyceroly lze štěpit na jejich složky pomocí transesterifikace při výrobě bionafty. Monoalkylestery mastných kyselin lze používat jako palivo pro vznětové motory. Glycerol má mnoho oblastí použití, například při výrobě potravin nebo léčiv. Jiným využitím triacylglycerolů je dekofeinizace kávy.

## Barvení
Barvení na mastné kyseliny, triacylglyceroly, lipoproteiny a další lipidy se provádí pomocí lyzochromů (barviv rozpustných v tucích). Tato barviva umožňují kvalifikaci určitých tuků pomocí obarvení látky specifickou barvou. Mezi používaná barviva patří Súdán IV, Olejová červeň O nebo Súdánská čerň B.